# Авзалшоев, Аскаршо Авзалшоевич
Авзалшоев Аскаршо Авзалшоевич (тадж. Аскаршо Афзалшоев, 7 ноября 1931, Хорог, ГБАО Таджикская ССР — 17 февраля 2016, Хорог, ГБАО, Республика Таджикистан — советский, таджикский государственный и партийный деятель, первый секретарь Хорогского горкома КП Таджикистана (1970—1978), зам. председателя Исполнительного комитета Совета депутатов трудящихся ГБАО (1963—1970), 1-й секретарь Горно-Бадахшанского обкома ЛКСМ Таджикистана (1961—1963), награжден Орденом «Знак Почёта», Почетной Грамотой Президиума Верховного Совета Таджикской ССР.

## Биография
Аскаршо Авзалшоевич Авзалшоев родился 7 ноября 1931 года в Хороге, ГБАО, Таджикская ССР в семье дехканина.
После окончания семилетней школы и педагогического училища в Хороге, поступает в Сталинабадский государственный педагогический института им Т. Г. Шевченко на исторический факультет (1948—1952)..
Свою трудовую деятельность начал в качестве учителя истории средней школы № 3 им С. М. Кирова в Хороге, где наряду с педагогической деятельности выполнял обязанности секретаря комсомольской организации школы (1952—1956).
В 1956 году после вступления в ряды членов КПСС стал директором Хорогской вечерней школы, в конце того же года назначен зав кабинетом политпросвещения Шугнанского райкома партии (1956—1957).
В 1957 году избирается первым секретарем Шугнанского районного комитета, а в 1961 году первым секретарем Хорогского городского комитета ЛКСМ Таджикистана.
В 1961 году был избран первым секретарем Горно-Бадахшанского обкома Ленинского Коммунистического Союза Молодежи — ЛКСМ Таджикистана.
В 1963—1970 годах назначен заместителем председателя Областного исполнительного комитета Совета депутатов трудящихся ГБАО.
В 1970 году избран Первым секретарем Хорогского городского комитета Коммунистической партии Таджикистана (1970—1978).
С 1978 года работает лектором отдела пропаганды и агитации Горно-Бадахшанского областного комитета КП Таджикистана.
С 1978 по 1992 года (до пенсии) директор средней школы № 2 им Калинина в г. Хороге.
С 1992 по 1995 года методист Хорогского городского отдела народного образования.
С 1995 года был вновь приглашен в руководство городом, где он по началу выполнял обязанности зав отделом, затем заместителем председателя Хукумата г. Хорога.
С 1998 года переходит на общественную работу, заместителем, а с 2004 по 2011 года председателем Президиума Совета ветеранов войны и труда ГБАО.
Избирался депутатом Верховного Совета Таджикской ССР (8—9 созывов), делегатом XVII и XVIII съездов КП Таджикистана, членом Центрального комитета Коммунистической Партии Таджикистана (1971—1979).
Аскаршо Авзалшоевич Авзалшоев умер 17 февраля 2016 года в г. Хороге, на 85 году жизни, похоронен там же.

## Общественная деятельность
- депутат Верховного Совета Таджикской ССР (8—9 созывов),
- делегат XVII и XVIII съездов КП Таджикистана — член ЦК КП Таджикистана (1971—1978)[1][2][3].

## Награды
- Орден «Знак Почёта» (1971),
- Медаль «За доблестный труд. В ознаменование 100-летия со дня рождения Владимира Ильича Ленина» (1970),
- Юбилейная медаль «60 — солагии Ғалаба дар Ҷанги Бузурги Ватании солҳои 1941—1945» (2005),
- Юбилейная медаль «15 — солагии Қуввахои Мусаллаҳи Ҷумхурии Тоҷикистон» (2008),
- Медаль «20 лет Независимости Республики Таджикистан» (2011),
- Почетная грамота Президиума Верховного Совета Таджикской ССР (1961, 1965),
- Отличник народного просвещения (1960),
- «Победитель социалистического соревнования 1974 года» (1975),
- «Победитель социалистического соревнования 1980 года» (1981)[1][2][3].

## Семья
- Отец — Шонаврузов Авзалшо тадж. Афзалшо Шонаврузов (1908—1982) — работал колхозником колхоза им. Сталина. Мать — Тугоншоева Уснибегим тадж. Уснибегим Туғоншоева (1910—1976) — работала колхозницей колхоза имени Сталина.

Жена — Давандова Джонсултон тадж. Ҷаҳонсултон Давандова (1934—2016) — работала учительницей школы-интернат № 1 в Хороге, секретарь обл оно ГБАО.
 Дети: Сыновья: Авзалшоев Шонавруз Аскаршоевич (р. 1958) — выпускник Душанбинского госпединститута им Т. Г. Шевченко (1980), пресс-секретарь Председателя ГБАО (2002—2005), гл. редактор газеты «Бадахшон» орган гос. власти ГБАО (2005—2007); Авзалшоев Азизшо Аскаршоевич (1964—2016) — выпускник Таджикского сельскохозяйственного института (1989), подполковник, начальник Хорогского горвоенкомата, председатель ДОСААФ ГБАО. Дочери: Аскаршоева Курбондавлат (р. 1955) — выпускница ТГУ им. Ленина (1977), инженер-программист Мин быт ТаджССР (1977—1991); Авзалшоева Бибидавлат Аскаршоевна (р. 1960) — выпускница ТГУ (1982); Аскаршоева Сабохат Аскаршоевна (р. 1962) — выпускница ТГУ (1984), преподаватель ХОГУ им. М. Н. Назаршоева с !992 года; Аскаршоева Амал Аскаршоевна (р. 1967) — выпускница ТГУ (1988), работает в Хорогском филиале Нацбанка РТ; Аскаршоева Муслима Аскаршоевна (р. 1969) — выпускница ХОГУ (1995), зам. председателя Хукумата г. Хорога с 2012 года по н. в..